# Мейпълтън
Мейпълтън (на английски: Mapleton) е град в окръг Юта, щата Юта, САЩ. Мейпълтън е с население от 5809 жители (2000) и обща площ от 23,9 km². Намира се на 1442 m надморска височина. ЗИП кодът му е 84664, а телефонният му код е 801.